# Queso de Suiza

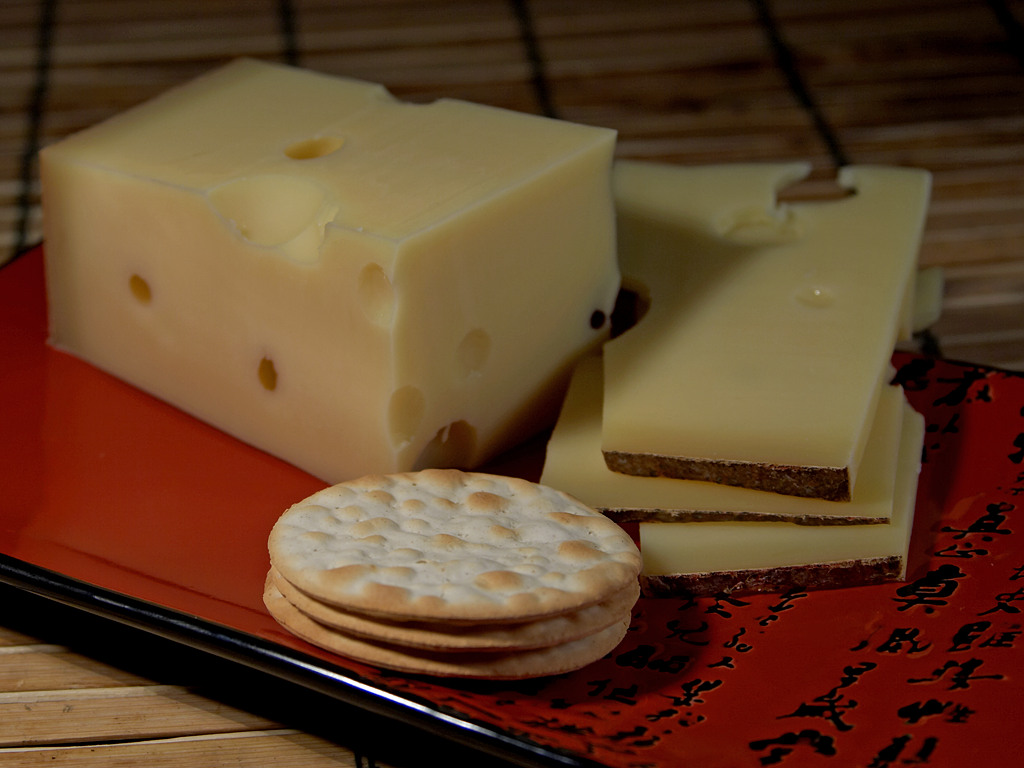
Uno de los quesos más típicos de Suiza es el Emmental.

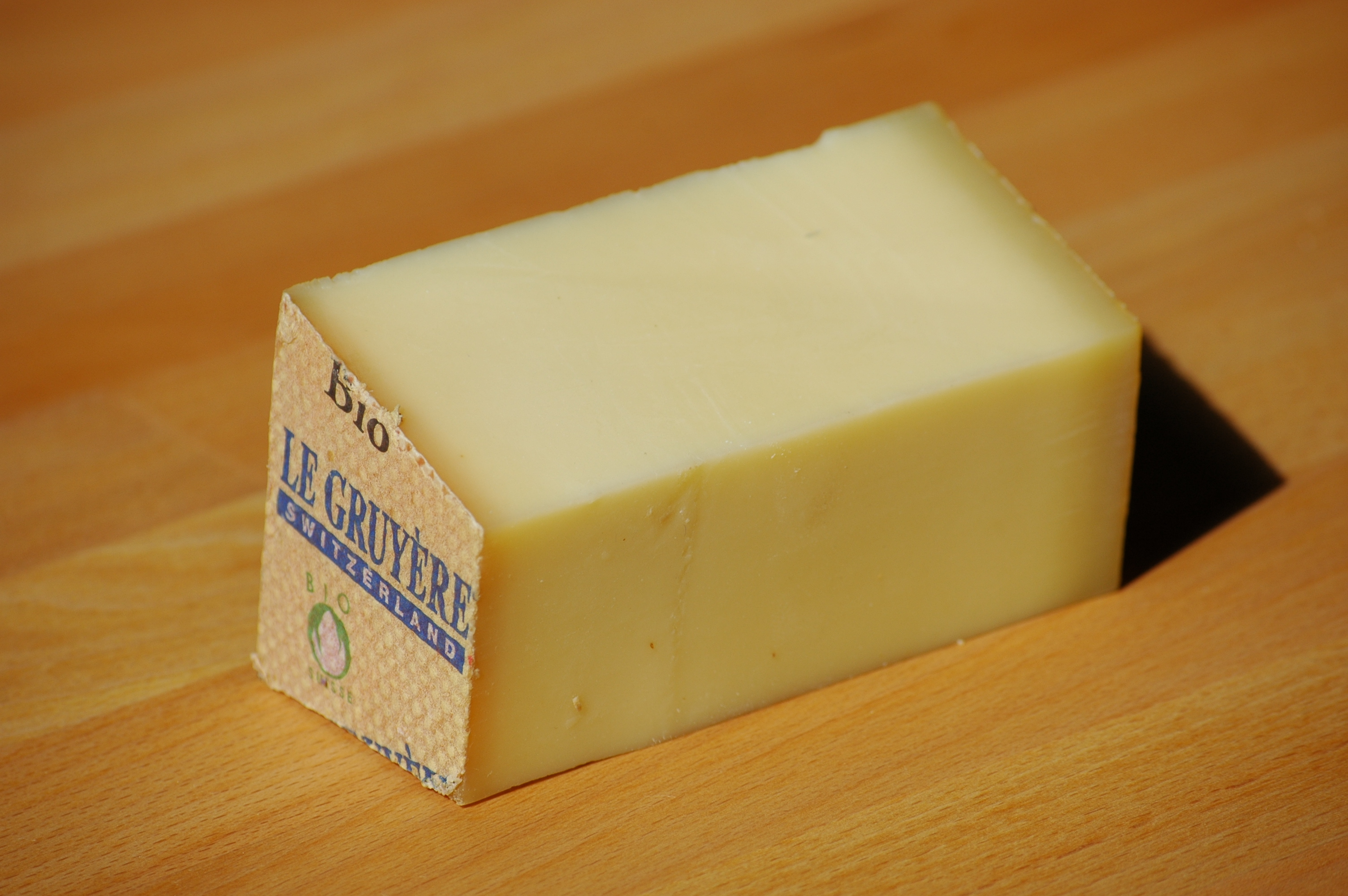
El Gruyère o Greyerzer (en español llamado simplemente «gruyer»).

Los quesos suizos son aquellos quesos elaborados en Suiza. Suelen ser quesos elaborados generalmente con leche de vaca. Uno de los representantes más destacados es el Emmental, cuyo origen se centra en el valle del Emmen en Suiza. Este país posee cerca de 400 variedades de quesos. En algunos países como Estados Unidos se encuentran variantes específicas. 

## Tipos de quesos
A menudo la cocina suiza está asociada a los quesos en especial el Emmental. Dentro de la categoría de quesos con un fuerte sabor se encuentra el Sbrinz. Entre los moderados figuran el Gruyère/Greyerzer, el Berner Alpkäse, Schabziger, generalmente conocido en EE. UU. como Sapsago. El Bündner Bergkäse, el Mutschli y la Tête de Moine, el Vacherin y el Appenzeller, todos ellos forman parte primordial de las famosas Raclette y de las Fondue de queso. Algunos quesos semi-suaves como el formaggini. 
Otros quesos son el: Büsciun da cavra, el L'Etivaz (AOC, Alpes y Prealpes vaudoises), Tomme vaudoise. Otros quesos con AOC son: L'Etivaz, Hobelkäse, Sbrinz, Formaggio d'Alpe Ticinese (Tessiner Alpkäse), etc.

## Variantes
El Baby Swiss es un queso que no se elabora en Suiza y que en Estados Unidos es tenido por suizo. 